# هولیستر (میزوری)
هولیستر (به انگلیسی: Hollister) یک شهر در ایالات متحده آمریکا است که در شهرستان تانی، میزوری واقع شده‌است. هولیستر ۱۷٫۷۲ کیلومتر مربع مساحت و ۴٬۴۲۶ نفر جمعیت دارد و ۲۲۰ متر بالاتر از سطح دریا قرار دارد.